# Prothoe schönbergi
Prothoe schönbergi är en fjärilsart som beskrevs av Eduard Honrath 1888. Prothoe schönbergi ingår i släktet Prothoe och familjen praktfjärilar. Inga underarter finns listade i Catalogue of Life.